# Істісу
Істісу (азерб. İstisu) — смт у Кельбаджарському районі Азербайджану.

## Розташування
Джермаджур розташований у горах Малого Кавказу на висоті 2200–2400 м, в ущелині річки Трту на трасі Карвачар — Джермук. За 75 км на північний захід розташована діюча залізнична станція Вірменської залізниці — Сотк, а за 166 км на північний схід розташована недіюча залізнична станція Азербайджанської залізниці Барда на недіючій ділянці Євлах — Ханкенді.

## Історія
У 1928 році в Джермаджурі була створена лікувально-оздоровча зона.
З 1993 року село контролюється Армією Оборони Нагірного Карабаху.
У селищі розташовані термальні джерела.

## Клімат
Літо в селищі помірно тепле (середня температура липня 16-18 °С), зима помірно м'яка (середня температура січня −6 °C), опадів випадає близько 600 мм на рік.